# ABS-CBN (canal de televisión)
ABS-CBN (previamente conocido como Alto Broadcasting System - Chronicle Broadcasting Network) es un canal de televisión filipino propiedad y operada por ABS-CBN. Tiene su sede en Ciudad de Quezón, Filipinas.
ABS-CBN se le conoce coloquialmente como  Kapamilya Network; esta marca se introdujo originalmente en 1999 y se introdujo oficialmente en 2003 durante la celebración de su 50 aniversario. ABS-CBN es la empresa de medios más grande del país en términos de ingresos, activos y cobertura internacional.
ABS-CBN recibió una orden de cese y desistimiento por parte de la Comisión Nacional de Telecomunicaciones (NTC) y el procurador general Jose Cálida el 5 de mayo de 2020, luego de que la NTC se negara a renovar la licencia de franquicia de la red a principios de febrero de 2020. Después de enfrentar la controversia y protesta nacional por la negativa inicial de NTC, ABS-CBN inicialmente se le permitió operar bajo una licencia temporal, con el apoyo tanto del Senado como del Congreso. Las investigaciones realizadas por varias oficinas gubernamentales mostraron que la empresa no tenía deficiencias ni problemas. Hay acusaciones de que la negativa de NTC a la renovación de la franquicia se basó en la cobertura de noticias críticas de la cadena sobre la administración del presidente Rodrigo Duterte. La licencia de franquicia expiró el 4 de mayo de 2020 y, un día después, ABS-CBN firmó oficialmente por la noche. 
Esta fue la segunda vez que la cadena salió del aire después de la declaración de la ley marcial por parte del expresidente Ferdinand Marcos el 23 de septiembre de 1972.
El 10 de julio de 2020, el Comité de la Cámara rechazó la renovación de la franquicia de ABS-CBN. Como resultado, la red se ve obligada a cesar las operaciones de algunos de sus negocios y despedir a sus trabajadores el 31 de agosto de 2020. 
El Kapamilya Channel se estableció entonces como un reemplazo de su principal canal terrestre que se puede ver por cable, satélite y en línea.
El próximo canal A2Z será el espacio temporal del canal terrestre de la red, que es un acuerdo de tiempo de bloque entre ABS-CBN y ZOE Broadcasting Network.